# Boeing 777
El Boeing 777 és un avió de reacció comercial de fuselatge ample i de llarg abast fabricat per Boeing Commercial Airplanes. És el bireactor més gran i sovint se l'anomena el "Triple Set".
 L'avió té capacitat per més de 300 passatgers i un abast de 9.695 a 17.370 quilòmetres, depenent del model. Les característiques més destacades de l'avió inclouen els diàmetres més grans de motors turboventilador de qualsevol avió, sis rodes a cada tren d'aterratge, que la secció transversal del fuselatge és perfectament circular i que la cua acaba amb forma de navalla. Es va desenvolupar consultant vuit aerolínies importants, i es va dissenyar per reemplaçar altres avions de fuselatge ample i cobrir la diferència de capacitat entre el 767 i el 747. Va ser el primer avió de Boeing amb control per senyals elèctrics i el primer avió comercial dissenyat completament per ordinador.

## Producció
El 777 es produeix amb dues longituds de fuselatge diferents. El model original 777-200 va entrar en servei el 1995, seguit pel d'abast ampliat 777-200ER el 1997 i el 777-300, que va entrar en servei el 1998 i és 10,1 metres més llarg. Les variants d'abast ampliat 777-300ER i 777-200LR van entrar en servei el 2004 i el 2006, respectivament, mentre que una versió de càrrega, el 777F, va debutar el 2008. Les versions de més abast i de càrrega tenen motors General Electric GE90, així com dispositius de punta alar més grossos. Altres models estan equipats amb els motors GE90, Pratt & Whitney PW4000, o el Rolls-Royce Trent 800. El 777-200LR té el rècord mundial d'avió comercial amb abast més gran i també té el rècord de distància més llarga d'un avió comercial sense reomplir el dipòsit, amb la capacitat demostrada de volar més de la meitat de la Terra.

## Història
United Airlines va ser la primera aerolínia a fer entrar en servei el 777. El maig del 2010, 59 clients han demanat 1.148 avions de tots els tipus, dels quals se n'han lliurat 864. El model més usat mundialment és el 777-200ER, amb 413 unitats enviades. Emirates opera el major nombre de 777, amb 78 avions. L'octubre del 2009, l'avió només havia tingut un accident, sense cap mort, atribuït a un component del combustible del motor Trent 800.
A la dècada del 2000, el 777 ha esdevingut un dels models amb més vendes del fabricant. A causa de l'augment dels preus del combustible, les aerolínies han adquirit aquest model perquè és una alternativa eficient, comparada amb altres avions de fuselatge ample. Cada cop s'utilitzen més en rutes transoceàniques i llargues. Els competidors directes en el mercat són l'Airbus A330-300 i l'A340, amb l'A350 XWB i el Boeing 787 en desenvolupament.

## Operadors

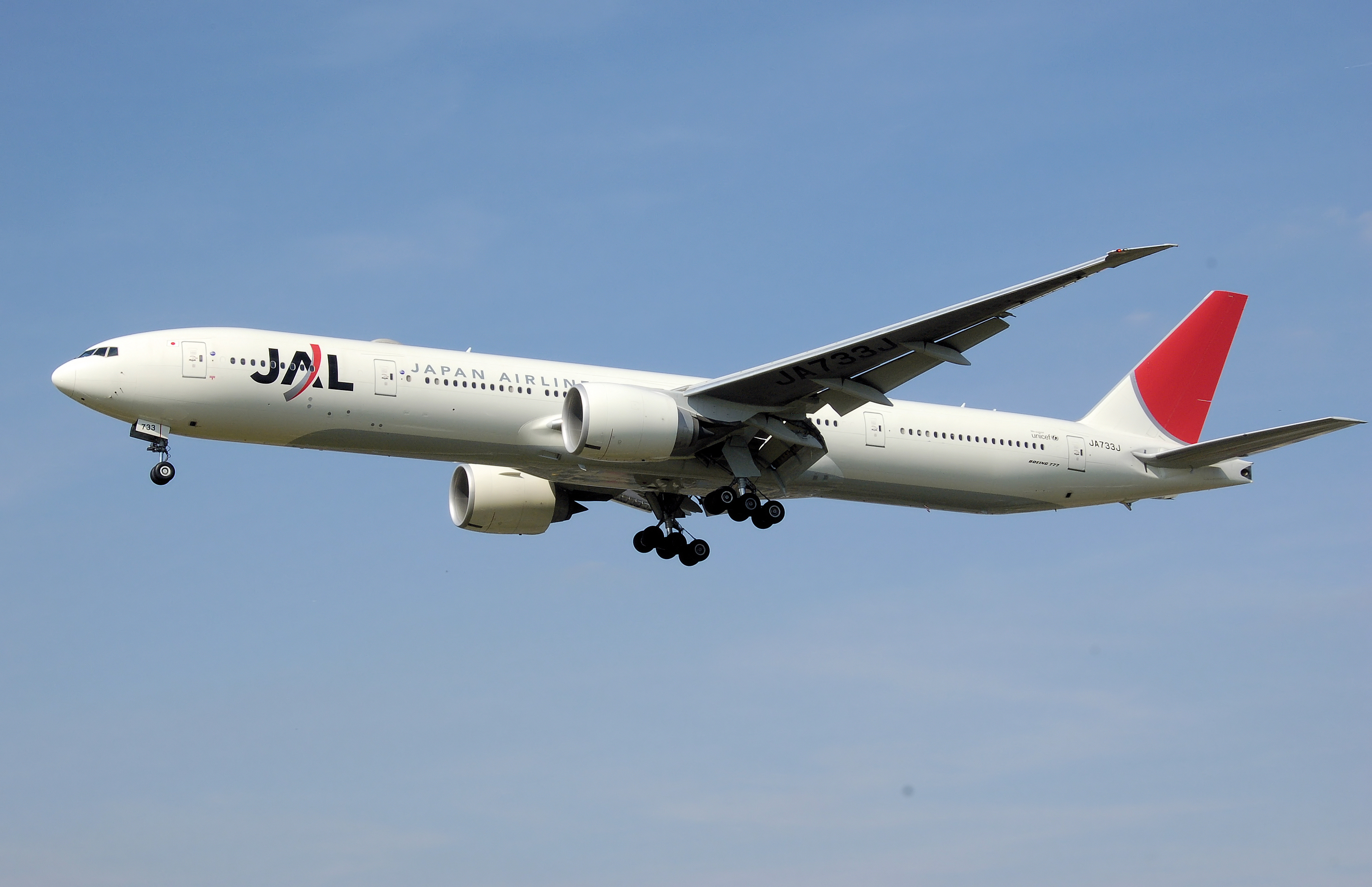
Boeing 777-300ER operat per Japan Airlines

Els clients que han adquirit més 777s són ILFC, Emirates, Singapore Airlines i United Airlines. El juliol del 2009, un total de 798 avions (incloent totes les variants) estaven en servei a les aerolínies. L'aerolínia amb més 777s era Emirates, amb 78 avions, seguida de Singapore Airlines (77), Air France (54), United Airlines (52), American Airlines (47), British Airways (44), All Nippon Airways (43), Japan Airlines (43), Cathay Pacific (28), Korean Air (23), Saudi Arabian Airlines (23), Continental Airlines (20), Thai Airways International (20), KLM Royal Dutch Airlines (18), Air Canada (17), i altres operadors amb menys unitats.

### Comandes i lliuraments
| Any         | Total | 2010 | 2009 | 2008 | 2007 | 2006 | 2005 | 2004 | 2003 | 2002 | 2001 | 2000 | 1999 | 1998 | 1997 | 1996 | 1995 | 1994 | 1993 | 1992 | 1991 | 1990 |
| ----------- | ----- | ---- | ---- | ---- | ---- | ---- | ---- | ---- | ---- | ---- | ---- | ---- | ---- | ---- | ---- | ---- | ---- | ---- | ---- | ---- | ---- | ---- |
| Comandes    | 1.144 | 34   | 30   | 47   | 139  | 77   | 153  | 42   | 13   | 32   | 30   | 116  | 35   | 68   | 54   | 68   | 101  | 0    | 30   | 30   | 24   | 28   |
| Lliuraments | 860   | 24   | 88   | 61   | 83   | 65   | 40   | 36   | 39   | 47   | 61   | 55   | 83   | 74   | 59   | 32   | 13   | 0    | 0    | 0    | 0    | 0    |

Dades de finals de l'abril del 2010. Actualitzat el 7 de maig de 2010.

## Especificacions
|                                                               | 777-200                                            | 777-200ER                                          | 777-200LR                                          | 777 Freighter                                      | 777-300                                            | 777-300ER                                          |
| ------------------------------------------------------------- | -------------------------------------------------- | -------------------------------------------------- | -------------------------------------------------- | -------------------------------------------------- | -------------------------------------------------- | -------------------------------------------------- |
| Tripulació de la cabina                                       | Dues persones                                      | Dues persones                                      | Dues persones                                      | Dues persones                                      | Dues persones                                      | Dues persones                                      |
| Capacitat de seients, típica                                  | 301 (3 classes) 400 (2 classes) 440 (màxim)        | 301 (3 classes) 400 (2 classes) 440 (màxim)        | 301 (3 classes) 400 (2 classes) 440 (màxim)        | No aplicable (càrrega)                             | 365 (3 classes) 451 (2 classes) 550 (màxim)        | 365 (3 classes) 451 (2 classes) 550 (màxim)        |
| Longitud                                                      | 63,7 m                                             | 63,7 m                                             | 63,7 m                                             | 63,7 m                                             | 73,9 m                                             | 73,9 m                                             |
| Envergadura                                                   | 60,9 m                                             | 60,9 m                                             | 64,8 m                                             | 64,8 m                                             | 60,9 m                                             | 64,8 m                                             |
| Angle de l'ala                                                | 31,64°                                             | 31,64°                                             | 31,64°                                             | 31,64°                                             | 31,64°                                             | 31,64°                                             |
| Alçada de la cua                                              | 18,5 m                                             | 18,5 m                                             | 18,3 m                                             | 18,5 m                                             | 18,3 m                                             | 18,3 m                                             |
| Amplada de la cabina                                          | 5,87 m                                             | 5,87 m                                             | 5,87 m                                             | 5,87 m                                             | 5,87 m                                             | 5,87 m                                             |
| Amplada del fuselatge                                         | 6,20 m                                             | 6,20 m                                             | 6,20 m                                             | 6,20 m                                             | 6,20 m                                             | 6,20 m                                             |
| Capacitat màxima de càrrega                                   | 162 m³ 32× LD3                                     | 162 m³ 32× LD3                                     | 162 m³ 32× LD3                                     | 653 m³ 37× palets                                  | 216 m³ 44× LD3                                     | 216 m³ 44× LD3                                     |
| Pes buit, operant                                             | 134.800 kg                                         | 138.100 kg                                         | 145.150 kg                                         | 144.400 kg                                         | 160.500 kg                                         | 167.800 kg                                         |
| Pes màxim d'aterratge                                         | 201.840 kg                                         | 213.180 kg                                         | 223.168 kg                                         | 260.816 kg                                         | 237.680 kg                                         | 251.290 kg                                         |
| Pes màxim d'enlairament                                       | 247.200 kg                                         | 297.550 kg                                         | 347.500 kg                                         | 347.800 kg                                         | 299.370 kg                                         | 351.500 kg                                         |
| Velocitat de creuer típica                                    | 0,84 Mach (905 km/h) a 11.000 m a alçada de creuer | 0,84 Mach (905 km/h) a 11.000 m a alçada de creuer | 0,84 Mach (905 km/h) a 11.000 m a alçada de creuer | 0,84 Mach (905 km/h) a 11.000 m a alçada de creuer | 0,84 Mach (905 km/h) a 11.000 m a alçada de creuer | 0,84 Mach (905 km/h) a 11.000 m a alçada de creuer |
| Velocitat de creuer màxima                                    | 0,89 Mach (950 km/h) a 11.000 m a alçada de creuer | 0,89 Mach (950 km/h) a 11.000 m a alçada de creuer | 0,89 Mach (950 km/h) a 11.000 m a alçada de creuer | 0,89 Mach (950 km/h) a 11.000 m a alçada de creuer | 0,89 Mach (950 km/h) a 11.000 m a alçada de creuer | 0,89 Mach (950 km/h) a 11.000 m a alçada de creuer |
| Abast màxim                                                   | 9.700 km                                           | 14.305 km                                          | 17.370 km                                          | 9.070 km                                           | 11.120 km                                          | 14.685 km                                          |
| Distància d'enlairament al Pes Màxim d'Enlairament ISA+15 MSL | 2.500 m                                            | 3.536 m                                            | 3.536 m                                            | 3.536 m                                            | 3.410 m                                            | 3.200 m                                            |
| Capacitat màxima de combustible                               | 117.348 L                                          | 171.176 L                                          | 181.283 L                                          | 181.283 L                                          | 171.176 L                                          | 181.283 L                                          |
| Sostre de servei                                              | 13.140 m                                           | 13.140 m                                           | 13.140 m                                           | 13.140 m                                           | 13.140 m                                           | 13.140 m                                           |
| Motor (×2)                                                    | PW 4077 RR 877 GE90-77B                            | PW 4090 RR 895 GE90-94B                            | GE90-110B GE90-115B                                | GE90-110B                                          | PW 4098 RR 892 GE90-94B/GE90-92B                   | GE90-115B                                          |
| Potència (×2)                                                 | PW: 330 kN RR: 330 kN GE: 330 kN                   | PW: 400 kN RR: 410 kN GE: 410 kN                   | GE -110B: 480 kN GE -115B: 510 kN                  | GE: 480 kN                                         | PW: 430 kN RR: 400 kN GE: 410 kN                   | GE: 510 kN                                         |